# Herrarnas hopp i gymnastik vid olympiska sommarspelen 2024
Herrarnas hopp i gymnastik vid olympiska sommarspelen 2024 avgjordes den 27 juli och 4 augusti 2024 i Percy Arena i Paris. 18 gymnaster från 16 nationer deltog i kvalet varifrån 8 idrottare från 7 nationer tog sig till finalen. Det var 26:e gången grenen fanns med i ett OS. Den introducerades vid olympiska spelen 1896 och den har funnits med i varje OS sedan 1924.
Herrarnas hopp avgjordes i två rundor, kval och final. I kvalrundan, som fungerade som kval för alla grenar inom manlig artistisk gymnastik, rankades de 18 gymnasterna som genomförde två hopp för grenen och de som hamnade på de första 8 platserna, med max två från samma nation, tog sig vidare till finalen. I finalen raderades kvalets resultat och gymnasterna återigen genomförde två hopp.
I finalen vann Carlos Yulo guldet med 15,116 poäng, silvret gick till Artur Davtyan på 14,966 poäng och Harry Hepworth fick bronset med 14,949 poäng.

## Deltagare
Totalt fanns det 96 kvotplatser till manlig artistisk gymnastik vid OS 2024. De nationella olympiska kommittérna kunde kvalificera med max 5 gymnaster (plus tre reserver).
De 12 nationerna som kvalificerade sig till lagtävlingen fick skicka 5 gymnaster var till tävlingen, vilket totalt var 60 av 96 kvotplatser. De nationerna var de tre bästa lagen vid världsmästerskapen i artistisk gymnastik 2022 (Kina, Japan och Storbritannien) och de nio bästa lagen (exklusive de som redan kvalificerat sig) vid världsmästerskapen 2023 (USA, Kanada, Tyskland, Italien, Schweiz, Spanien, Turkiet, Nederländerna och Ukraina).
De återstående 36 kvotplatserna delades ut individuellt.  Dessa platser fylldes genom olika kriterier baserade på bland annat världsmästerskapen 2023, FIG:s världscupserie i artistisk gymnastik 2024 och kontinentala mästerskap.
De 96 gymnasterna i herrarnas artistisk gymnastik hade rätt att delta i alla grenars kval förutom lagmångkampen. 18 gymnaster valde att delta i kvalet för hopp och av dem tog sig 8 till finalen.

## Schema
Alla tider är CET.
| Datum     | Tid   | Omgång | Grupp   |
| --------- | ----- | ------ | ------- |
| 27 juli   | 11:00 | Kval   | grupp 1 |
| 27 juli   | 15:30 | Kval   | grupp 2 |
| 27 juli   | 20:00 | Kval   | grupp 3 |
| 4 augusti | 16:25 | Final  | –       |
| Referens: |       |        |         |

## Kval
Av de 18 deltagande gymnasterna i kvalet för hopp tog sig de åtta bästa, plus tre reserver, till finalen. Max två gymnaster från varje nation kunde gå till finalen.
| D-poäng | = Svårighetsgrad (Difficulty) |
| E-poäng | = Genomförande (Execution)    |

| Plac.     | Gymnast               | Hopp 1  | Hopp 1  | Hopp 1 | Hopp 1  | Hopp 2  | Hopp 2  | Hopp 2 | Hopp 2  | Totalt | Resultat |
| Plac.     | Gymnast               | D-poäng | E-poäng | Straff | Poäng 1 | D-poäng | E-poäng | Straff | Poäng 2 | Totalt | Resultat |
| --------- | --------------------- | ------- | ------- | ------ | ------- | ------- | ------- | ------ | ------- | ------ | -------- |
| 1         | Nazar Chepurnyi (UKR) | 5,6     | 9,266   |        | 14,866  | 5,6     | 9,200   |        | 14,800  | 14,833 | Q        |
| 2         | Harry Hepworth (GBR)  | 5,6     | 9,033   |        | 14,633  | 5,6     | 9,300   |        | 14,900  | 14,766 | Q        |
| 3         | Aurel Benović (CRO)   | 5,6     | 8,966   |        | 14,566  | 5,6     | 9,300   |        | 14,900  | 14,733 | Q        |
| 4         | Igor Radivilov (UKR)  | 5,6     | 9,300   |        | 14,900  | 5,6     | 8,900   |        | 14,500  | 14,700 | Q        |
| 5         | Jake Jarman (GBR)     | 6,0     | 9,266   | 0,100  | 15,166  | 5,6     | 8,633   |        | 14,233  | 14,699 | Q        |
| 6         | Carlos Yulo (PHI)     | 5,6     | 9,300   | 0,100  | 14,800  | 5,6     | 8,966   |        | 14,566  | 14,683 | Q        |
| 7         | Artur Davtyan (ARM)   | 5,6     | 9,033   | 0,100  | 14,533  | 5,6     | 9,200   |        | 14,800  | 14,666 | Q        |
| 8         | Mahdi Olfati (IRI)    | 5,6     | 9,066   |        | 14,666  | 5,6     | 8,900   |        | 14,500  | 14,583 | Q        |
| 9         | Asher Hong (USA)      | 6,0     | 8,800   | 0,100  | 14,700  | 5,6     | 8,933   | 0,100  | 14,433  | 14,566 | R1       |
| 10        | Adem Asil (TUR)       | 6,0     | 9,266   |        | 15,266  | 5,6     | 8,100   |        | 13,700  | 14,483 | R2       |
| 11        | Lee Jun-ho (KOR)      | 5,6     | 8,933   |        | 14,533  | 5,6     | 8,933   | 0,300  | 14,233  | 14,383 | R3       |
| Referens: |                       |         |         |        |         |         |         |        |         |        |          |

Reserverna för finalen:
1. Asher Hong (USA)
2. Adem Asil (TUR)
3. Lee Jun-ho (KOR)

## Final
| Plac.     | Gymnast               | Hopp 1  | Hopp 1  | Hopp 1 | Hopp 1  | Hopp 2  | Hopp 2  | Hopp 2 | Hopp 2  | Totalt |
| Plac.     | Gymnast               | D-poäng | E-poäng | Straff | Poäng 1 | D-poäng | E-poäng | Straff | Poäng 2 | Totalt |
| --------- | --------------------- | ------- | ------- | ------ | ------- | ------- | ------- | ------ | ------- | ------ |
| 1         | Carlos Yulo (PHI)     | 6,0     | 9,433   |        | 15,433  | 5,6     | 9,200   |        | 14,800  | 15,116 |
| 2         | Artur Davtyan (ARM)   | 5,6     | 9,366   |        | 14,966  | 5,6     | 9,366   |        | 14,966  | 14,966 |
| 3         | Harry Hepworth (GBR)  | 5,6     | 9,233   |        | 14,833  | 5,6     | 9,466   |        | 15,066  | 14,949 |
| 4         | Jake Jarman (GBR)     | 6,0     | 9,200   | 0,100  | 15,100  | 5,6     | 9,166   |        | 14,766  | 14,933 |
| 5         | Aurel Benović (CRO)   | 5,6     | 9,400   |        | 15,000  | 5,6     | 9,200   |        | 14,800  | 14,900 |
| 6         | Nazar Chepurnyi (UKR) | 5,6     | 9,233   |        | 14,833  | 5,6     | 9,366   |        | 14,966  | 14,899 |
| 7         | Mahdi Olfati (IRI)    | 5,6     | 8,866   | 0,300  | 14,166  | 5,6     | 8,866   | 0,100  | 14,366  | 14,266 |
| 8         | Igor Radivilov (UKR)  | 5,6     | 9,300   |        | 14,900  | 5,6     | 7,933   | 0,100  | 13,433  | 14,166 |
| Referens: |                       |         |         |        |         |         |         |        |         |        |